# Rana graeca
La rana greca (Rana graeca Boulenger, 1891) è un anfibio anuro appartenente alla famiglia dei Ranidi.

## Descrizione
La rana greca è una rana bruna di taglia media e corporatura robusta, con zampe lunghe e muso corto. Estendendo in avanti una zampa posteriore lungo i fianchi, il tallone oltrepassa il muso. Le parti superiori sono lisce, con toni brunastri, rossastri, giallastri, olivastri o grigi e con pliche dorso-laterali ben visibili. Il suo corpo è spesso quasi privo di macchie, ma può anche esibire marcature scure o macchie biancastre simili a muffa. Il ventre è chiaro e la gola scura con macchie bianche più o meno fini e una linea centrale chiara. I maschi hanno sacche vocali interne e, nella stagione riproduttiva, calli nuziali dalla pigmentazione scura sulle dita anteriori. Ha una lunghezza totale di 5-8 cm.

## Biologia
La rana greca si riproduce da febbraio fino ad aprile, deponendo ammassi gelatinosi di 200-2.000 uova sotto sassi nel letto di ruscelli.

## Distribuzione e habitat
La rana greca popola i Balcani sud-occidentali, in particolare in habitat di collina e di montagna, ad altitudini comprese tra 100 e 2000 m. Vive presso corsi d'acqua freschi, per esempio lungo ruscelli di montagna privi di vegetazione o nei tratti più lenti di piccoli fiumi.